# Смоленцин (Ґрифицький повіт)
Смоленцин (пол. Smolęcin, нім. Schmalentin) — село в Польщі, у гміні Грифиці Ґрифицького повіту Західнопоморського воєводства.
Населення — 143 особи (2011).
У 1975-1998 роках село належало до Щецинського воєводства.

## Демографія
Демографічна структура станом на 31 березня 2011 року:
|          | Загалом | Допрацездатний вік | Працездатний вік | Постпрацездатний вік |
| -------- | ------- | ------------------ | ---------------- | -------------------- |
| Чоловіки | 74      | 21                 | 49               | 4                    |
| Жінки    | 69      | 12                 | 43               | 14                   |
| Разом    | 143     | 33                 | 92               | 18                   |